# حصار صور (1187)
حصار صور وقع من 12 نوفمبر 1187 حتى 1 يناير 1188. قام جيش تحت قيادة صلاح الدين الأيوبي بهجوم برمائي على المدينة، صده كونراد من مونفيراتو، وبعد شهرين من النضال المستمر، سحب صلاح الدين جيشه وتراجع إلى عكا.
وفقا للمؤرخ وليم الصوري، فإن رينالد من صيدا حاول التفاوض على الاستسلام مع صلاح الدين الأيوبي. انتهز كونراد الفرصة، وألقى رسالة صلاح الدين في الخندق، وجعل الصوريين يقسمون له على الولاء التام. وباستيلائه على السلطة، رحل رينالد إلى قلعته الخاصة قلعة الشقيف على نهر الليطاني. أعاد كونراد تنظيم دفاعات صور، وأسس حكومة محلية.
وعندما وصل جيش صلاح الدين، وجدوا المدينة محصنة جيدًا. صمدت صور جيدًا أمام الحصار، فانصرف صلاح الدين عنها لفتح قيصرية وأرسوف ويافا. عندئذ، أرسل كونراد رئيس أساقفة صور، إلى الغرب لطلب المساعدات.
في نوفمبر 1187، عاد صلاح الدين ثانية لحصار صور. كان كونراد لا يزال في قائدًا للمدينة، وكان كل مدينة يفتحها العرب يفر مقاتليها إلى صور، فامتلأت المدينة بالمقاتلين وعائلاتهم. هذه المرة، حاصرها صلاح الدين برًا وبحرًا. وقد ذكر المؤرخون الغربيون حادثة حدثت أثناء هذا الحصار، عندما عرض صلاح الدين إطلاق ويليام الخامس من مونفيراتو والد كونراد الذي أُسر في معركة حطين، بالإضافة إلى عطية لكونراد إن سلّم المدينة. إلا أن الرجل العجوز نهى ابنه رغم تهديد المصريون بقتله. ففشل هذا التفاوض، وأُطلق سراح ويليام بعد ذلك في عام 1188 في طرطوس، وعاد إلى ابنه.
في 30 ديسمبر 1187، أغارت سفن كونراد على سفن الأسطول المصري، واستولت على عدد منها. حاولت السفن المتبقية المصرية الهرب إلى بيروت، لكن سفن كونراد طاردتها، وإضطر المصريون إلى إرساء سفنهم على الشاطئ والفرار. عندئذ، شنّ صلاح الدين الأيوبي هجومًا على المدينة، معتقدًا أنهم منشغلون بالمعركة البحرية. إلا أن صمود المدينة جعل صلاح الدين ينهي حصاره مرة أخرى.